# Дороженко, Филипп Прохорович
Филипп Прохорович Дороженко — советский хозяйственный, государственный и политический деятель, Герой Социалистического Труда.

## Биография
Родился в 1907 году в селе Кручик Богодуховского уезда. Член КПСС.
С 1927 года — на хозяйственной, общественной и политической работе. В 1927—1967 гг. — организатор коллективного сельского хозяйства, председатель сельского Совета, председатель райисполкома, директор Первухинского свеклосовхоза Министерства пищевой промышленности СССР, участник Великой Отечественной войны, командир отделения хозяйственного довольствия взвода снабжения стрелкового батальона, командир комендантского взвода 223-го гвардейского стрелкового полка 78-й гвардейской стрелковой дивизии, директор Первухинского свеклосовхоза Богодуховского района Харьковской области.
Указом Президиума Верховного Совета СССР от 30 апреля 1948 года присвоено звание Героя Социалистического Труда с вручением ордена Ленина и золотой медали «Серп и Молот».
Умер в пгт Гуты в 1978 году.